# Tibira do Maranhão
Tibira do Maranhão (? — São Luís do Maranhão, 1614) é o nome dado por Luiz Mott a um indígena tupinambá da região do atual Maranhão, no Brasil, não nomeado na obra original, cuja condenação à morte e execução por outro indígena, ocorrida em São Luís do Maranhão em 1613 ou 1614, é relatada pelo frade franciscano Yves d'Évreux, na sua Viagem ao norte do Brasil feita nos anos de 1613 a 1614. O episódio adquiriu especial notoriedade a partir de 1993, quando Mott, fundador do Grupo Gay da Bahia, sugeriu que este indígena teria sido morto devido à sua orientação sexual, considerando-o primeiro caso documentado de execução no território atualmente denominado Brasil devido à homossexualidade. Essa indicação, contudo, não consta do relato de Évreux. 

## Origem do nome
O termo tibira ou tivira, derivando de tevi, expressão que os indígenas do grupo linguístico tupi-guarani usam para se referir ao ânus ou às nádegas, é usado entre os indígenas para se referirem a quem tem comportamentos sodomitas, tanto entre homens como entre mulheres. Numa conferência apresentada em 1993 sobre a Inquisição no Maranhão, Luiz Mott descreve o indígena supliciado da descrição de Yves d'Évreux, que nunca o nomeia, como "tibira", termo que vem sendo comumente usado deste então para o designar.

## Relato de Yves d'Évreux
O relato da execução deste indígena consta do Capítulo V do "segundo Tratado", no seu relato Viagem ao norte do Brasil feita nos anos de 1613 a 1614, escrito pelo frade Yves d'Évreux, da Ordem de São Francisco. 
Évreux abre o capítulo tecendo considerações sobre como é difícil imaginar que "um selvagem, iníquo, impuro e imundo como não posso dizer", traças criadas pelo próprio diabo, não tenha inimizade e soberba contra o soberano que o tira de tal iniquidade, impureza e imundice, comparando-o a uma ostra marinha suja de lama e de lodo, que não se imagina tenha em si uma pérola digna de ser colocada no gabinete dos príncipes. A "pérola" seria, segundo Évreux, a determinação de um tal indivíduo, na hora da morte, bem merecendo os abismos infernais por suas torpezas, em se batizar, e assim ser aceite pela Divina Providência, proporcionando-lhe "fácil e franca entrada no Paraíso".
Évreux relata, então, um caso sucedido por 1613 ou 1614, durante a colonização francesa do Maranhão. Diz Évreux que certo dia, "um pobre índio, bruto, mais cavalo que homem, fugiu para o mato por ouvir dizer que os franceses o procuravam, e aos seus semelhantes, para matá-los e purificar a terra de suas maldades" por meio do Evangelho e da Religião Católica. Sendo apanhado, foi imediatamente amarrado, e levado para o Forte de São Luís do Maranhão, onde lhe deitaram ferros aos pés, sendo bem vigiado até que chegassem os principais — as elite e chefias indígenas — para presenciarem o seu processo, e proferirem a sua sentença. Segundo Évreux, o prisioneiro não teria sequer esperado pelo início do processo para assumir a condenação à morte, tendo ele mesmo se sentenciado com as palavras — "vou morrer, e bem o mereço, porém desejo que igual fim tenham os meus cúmplices".

### Batismo
Terminado o processo, e proferida a sentença, disseram-lhe que se recebesse o batismo, apesar da sua "má vida passada", a sua alma iria direta para o Céu mal se desprendesse do corpo, no que ele acreditou, pedindo para ser batizado. Louis de Pézieux, um dos líderes da colónia francesa, aprestou-se então a procurar Évreux no alojamento franciscano, para saber se deveria ser este a batizá-lo. Resolveram pela negativa, uma vez que, segundo Évreux, isto confirmaria as expectativas indígenas sobre serem os padres franciscanos "pessoas misericordiosas e compassivas", que espontaneamente empregavam seus esforços perante os grandes para salvar a vida aos condenados; que os grandes os estimavam - aos padres - e nada lhes negavam; e que eles mesmos pregavam que Deus não queria a morte, e sim a vida do pecador, e que os franciscanos estavam ali para dar essa vida. Évreux conclui que, caso lhe desse o batismo publicamente antes da execução, satisfaria "muitos caprichos" daqueles "espíritos débeis e incapazes a respeito da opinião que formavam dos franciscanos", dando azo, além disso, a que os indígenas questionassem os franciscanos com perguntas incómodas: — "se os padres gostam da vida, porque deixam este cristão ir morrer? Se amam tanto os cristãos, porque não amam este? Se os grandes nada lhes negam, porque não pedem a vida deste?"
Decidiram, assim, ser conveniente e necessário que não fosse Évreux a batizar o condenado, tendo o frade solicitado a Pézieux que, depois de instruí-lo na fé cristã pelos intérpretes, o batizasse ele próprio antes antes de ser supliciado, sem as cerimónias da igreja, ao que Pézieux acedeu e cumpriu.
Segundo Évreux, o indígena terá recebido o batismo "com tranquilidade e sem tristeza", na presença dos principais líderes indígenas, após o que um deles, chamado Karuatapiran, "Cardo Vermelho", lhe disse: "Tens agora ocasião de estares consolado e não te afligires, pois presentemente és filho de Deus pelo batismo que recebeste da mão de Tatu-uaçu  — nome do Sr. de Pézieux na sua língua —  com permissão dos padres. Morres por teus crimes, aprovamos tua morte, e eu mesmo quero pôr fogo na peça para que saibam e vejam os franceses, que detestamos tuas maldades; mas repara na bondade de Deus e dos padres para contigo, expelindo Jeropary para longe de ti por meio do batismo, de maneira que apenas tua alma sair do corpo vai direita para o Céu ver Tupan e viver com os Caraíbas, que o cercam: Quando Tupan mandar alguém tomar teu corpo, se quiseres ter no Céu os cabelos compridos e o corpo de mulher antes do que o de um homem, pede a Tupan que te dê o corpo de mulher, e ressuscitarás mulher, e lá no Céu ficarás ao lado das mulheres, e não dos homens".
Évreux mostra-se incomodado com a descrição da Ressurreição feita ao condenado por Karuatapiran, descontando-a no facto de o chefe indígena não ser cristão nem catecúmeno. Segundo Évreux, Karuatapiran teria ouvido aos franciscanos que "num dia ressuscitariam todos os homens, regressando cada alma do lugar em que estava para ocupar o seu corpo", acrescentando-lhe a sua interpretação pessoal de que seria indiferente uma alma receber corpo de homem ou de mulher. Évreux apressa-se, então, a se assegurar que não seria deixada em pé "tal ideia falsa", corrigindo as palavras de Karuatapiran, tanto a este como ao condenado.

### Execução
Segundo o relato de Évreux que "este infeliz condenado recebeu as consolações de muito boa vontade", dizendo aos que o acompanhavam, antes de caminhar para o suplício: — "Vou morrer, não mais os verei, não tenho mais medo de Jeropary, pois sou filho de Deus, não tenho que prover-me de fogo, de farinha, de água, e nem de ferramenta alguma para viajar além das montanhas, onde cuidais que estão dançando vossos pais. Dai-me, porém, um pouco de petun, para que eu morra alegremente, com voz e sem medo."
Obtendo o macinho de petun que pedia, como era costume entre os indígenas sentenciados à morte, que "não sofrem a pena sem usarem antes do petun", o condenado mostrou-se alegre, cantando sempre até à hora da execução. Foi então levado pelos companheiros para junto da peça de artilharia montada na muralha do Forte de São Luís, junto ao mar, que o amarraram junto à boca da peça. O indígena pediu, então, que não lhe amarrassem o braço direito, por forma a que não o embaraçasse de levar à boca o petun. Karuatapiran lançou então fogo à escorva, em presença de todos os principais, dos indígenas e dos franceses, tendo a bala dividido o corpo do indígena em duas porções, caindo uma na base do rochedo, ao pé da muralha, achando-se ainda nesta, seguro pela mão direita, o molho de petun, e a outra no mar, onde nunca mais foi encontrada.
Évreux compara, então, o indígena batizado e logo executado ao bom ladrão na cruz, que recebeu de Jesus Cristo a promessa de salvação: — "Hoje estarás comigo no Paraíso", sugerindo que o mesmo terá acontecido a "esse infeliz e desgraçado índio, que nos deu tão bela ocasião de admirar e de adorar os juízos de Deus".
Diz Évreux que, após a execução, Karuatapiran, o algoz, mostrava grande contentamento e alegria, com gestos e palavras, "por haver recebido tal honra, que apreciava muito mais que as que sua nação, cheia de abusos, dá aos que publicamente matam os prisioneiros, sendo essas as consideradas as maiores existentes entre eles, e um favor não pequeno aos mancebos, quando escolhidos para tal fim, pois é uma espécie de acesso de grandeza para ser um dia principal." E que se exaltava deste feito, e se servia dele para se fazer temido, "dizendo por todas as aldeias por onde andava o que tinha feito, asseverando ser irmão dos franceses, seu defensor, e exterminador dos maus e dos rebeldes".

## Interpretação moderna

A 24 de novembro de 1993, Luiz Mott, então na Universidade Federal da Bahia, apresentou a conferência "A Inquisição no Maranhão", durante a Semana de História na Universidade Federal do Maranhão. Usando como base o Capítulo V da 2.ª parte da reedição de 1929 da tradução da obra de Yves d'Évreux, Viagem ao Norte do Brasil, anotada pelo bibliotecário Ferdinand Diniz em 1864, e em 1874 publicada no Maranhão com tradução de César Augusto Marques, Mott afirma que em 1613, durante o primeiro ano de ocupação francesa, um índio tupinambá, "tibira", havia sido acusado de praticar o abominável pecado da sodomia, e que, para purificação da terra, havia sido executado na boca de um canhão, com o beneplácito dos franciscanos franceses, sendo assim o "primeiro mártir gay registado na história do Brasil. A acusação de sodomia, no entanto, não consta da fonte citada, nem tão pouco o termo tibira.
Em 2014, Mott iniciou uma campanha para canonizar "Tibira" como um santo homossexual, para que este fosse reconhecido como um mártir.
No dia 5 de dezembro de 2016, um monumento dedicado a "Tibira" foi construído na Casa do Maranhão, durante a Semana Estadual de Direitos Humanos.

### Identificação com o "hermafrodita" de Juniparã
No capítulo XXV da primeira parte, "Dos carácteres incompatíveis entre os selvagens", e a propósito de pessoas de mau génio, as quais os indígenas geralmente evitam, Évreux refere o caso de um indígena da comunidade de Juniparã, que descreve como um "hermafrodita, no exterior mais mulher do que homem, porque tem face e voz de mulher, cabelos finos, flexíveis e compridos, e contudo casou-se e teve filhos, mas tem um génio tão forte que vive só porque receiam os selvagens da aldeia trocar palavras com ele." Franz Obermeier, bibliotecário da Universidade de Kiel, nas notas à sua versão do relato de Évreux, publicada em 2012, afirmou ser este o indígena supliciado no capítulo V da segunda parte, sem no entanto fornecer qualquer explicação ou fundamento para essa associação.